# Rolroer

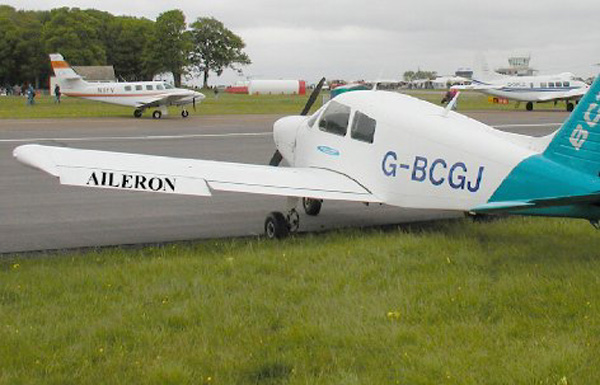
Vliegtuigvleugel; rolroer (aileron) aangegeven

Rollen met de rolroeren

Het rolroer (Frans en Engels: aileron) is een onderdeel van een vliegtuig dat zorgt voor draaiingen om de langas (rollen). Het bevindt zich meestal op de vleugeluiteinden en soms bij grotere vliegtuigen ook nog midden op de vleugel.
Het rolroer bestaat uit een scharnierende klep die naar boven en naar onder kan worden gericht. Bij het uitvoeren van een rolbeweging wordt het rolroer aan de ene kant omhoog gezet en aan de andere kant omlaag. Vaak zijn de rolroeren door kabels gekoppeld zodat deze dubbele beweging automatisch plaatsvindt. Wanneer men er twee vindt per vleugel spreekt men van een all speed aileron voor het roer dat proximaal zit (het dichtst bij de romp) en van een low speed aileron voor het distale (verst van de romp verwijderde) roer.
De rolroeren zijn evenals het hoogteroer verbonden met de stuurknuppel. Duwt de piloot de knuppel naar links, dan gaat het linker rolroer omhoog en het rechter omlaag.
Aanvullend op de ailerons hebben verkeersvliegtuigen soms ook rolspoilers waarmee de rolbeweging geïnitieerd kan worden. Deze vermijden het haakeffect en leveren brandstofbesparing op bij het manoeuvreren.

## Soorten

### Frise-rolroer
Frise-rolroeren zijn een speciaal soort rolroer die helpen bij het voorkomen van het haakeffect.

## Combinaties met andere stuurvlakken
- Als een stuurvlak zowel de functie van rolroer als  flap (welvingsklep) vervult spreekt men van een flaperon. Bij gebruik als rolroer bevinden de flaperons aan de linker- en rechtervleugel zich in verschillende posities. Als de flaperons aan beide zijden omlaag geklapt zijn werken ze als flaps, maar is er nog genoeg bewegingsruimte over om ook als rolroer te functioneren.
- Sommige vliegtuigen maken voor het rollen gebruik van spoilerons, spoilers aan beide vleugels die onafhankelijk van elkaar worden aangestuurd.
- Bij deltavliegtuigen zijn de rolroeren samengevoegd met de hoogteroeren tot elevons.